# VG Airlines
VG Airlines was een Belgische luchtvaartmaatschappij. Ze werd in 2002 opgericht door de Antwerpse zakenlui Freddy Van Gaever en Antonius (Tony) Gram.  VG Airlines ontstond in de nasleep van het faillissement van Sabena en vloog vanop Zaventem naar verschillende luchthavens in de Verenigde Staten en Armenië.
De eerste vlucht vond plaats op 23 mei 2002. De vloot bestond uit drie Airbus A330 toestellen. VG Airlines ging een partnership aan met Virgin Express, waarbij de twee maatschappijen plaatsen op elkaars vluchten verkochten.
Al in de zomer van 2002 raakte VG Airlines in financiële problemen. In augustus 2002 werd Tony Gram de enige eigenaar en ging de maatschappij verder als Delsey Airlines. Delsey Airlines vroeg in november 2002 het faillissement aan.